# Dương Ức
Dương Ức là một Tiến sĩ Nho học Việt Nam. Ông quê ở xã Hóa Trung, huyện Đồng Hỷ, tỉnh Thái Nguyên. Ông đỗ Đệ tam giáp Đồng tiến sĩ xuất thân khoa thi năm Tân Sửu 1541.
Dưới thời nhà Mạc, chức vụ lớn nhất mà Dương Ức được thụ phong là Thừa Chính sứ. Chức vụ này ở thời Lê - Mạc (là chức trưởng quan, đứng đầu một đạo hoặc một xứ).